# Science-Fiction-Jahr 1835
Übersicht

◄◄ | ◄ | 1831 | 1832 | 1833 | 1834 | Science-Fiction-Jahr 1835 | 1836 | 1837 | 1838 | 1839 | ► | ►►

Weitere Ereignisse

## Neuerscheinungen Literatur
| Deutscher Titel                                           | Deutschsprachiges Erscheinungsjahr | Originaltitel                                 | Autor           | Anmerkungen            |
| --------------------------------------------------------- | ---------------------------------- | --------------------------------------------- | --------------- | ---------------------- |
| Das unvergleichliche Abenteuer eines gewissen Hans Pfaall | 1882                               | The Unparalleled Adventure of One Hans Pfaall | Edgar Allan Poe | diverse deutsche Titel |

## Geboren
- Christian Wagner († 1918)